# Flaggen und Wappen der Länder Österreichs

Die Farben der Flagge Österreichs finden sich in den Flaggen mehrerer Bundesländer wieder.

Diese Liste der Flaggen österreichischer Länder zeigt alle Flaggen der österreichischen Länder sowie deren Wappen.
In einigen Bundesländern wird unterschieden zwischen den Landesflaggen und den Dienstflaggen. Letztere dürfen ausschließlich von den entsprechenden Landesbehörden gehisst werden. Das Darstellen der Dienstflaggen im Rahmen eines enzyklopädischen Werks ist jedoch erlaubt. Die meisten Flaggen der Bundesländer basieren auf den lokalen Wappen. In vielen Fällen existierten sie bereits, bevor sie offiziell eingeführt wurden.

In Österreich sind neben den hier gezeigten querrechteckigen Flaggen sehr häufig auch hochrechteckige Flaggenvarianten (Hängeflaggen, Banner, Knatterflaggen) in Gebrauch.

## Flaggen und Wappen
| Lage       | Landesflagge | Dienstflagge | Wappen | Erläuterungen |
| ---------- | ------------ | ------------ | ------ | --- |
| Burgenland |              |              |        | Die Flagge des Burgenlandes wurde am 25. Juni 1921 offiziell eingeführt und ist älter als das Wappen. Beide lehnen sich an die Fabelwappen der Vandalen an, die im 4. Jahrhundert in der Gegend ansässig waren und auf rotem Tuch einen goldenen Drachen führten. Das Wappen des Burgenlandes wurde 1922 festgelegt und ist eine Kombination der Wappen der Grafen von Güssing-Bernstein (Herzschild) und der Grafen von Mattersdorf-Forchtenstein in geänderten Farben. |
|            |              |              |        | Die Flagge Kärntens stammt aus dem Jahr 1946 und kombiniert die Farben Österreichs mit dem gelben Staatsschild. Der Schild des Kärntner Wappens ist von Gold und Rot gespalten; vorn sind drei schwarze, rotbezungte und gewaffnete Löwen übereinander, hinten ein silberner Balken. Der gekrönte Turnierhelm mit rotgoldenen Decken trägt zwei goldene Büffelhörner, die außen mit je fünf goldenen Stäbchen besteckt sind, von denen rechts je drei schwarze, links je drei rote Lindenblätter herabhängen.                                                                                          |
|            |              |              |        | Die Flagge Niederösterreichs wurde am 9. August 1954 offiziell eingeführt. Das Niederösterreichische Wappen wurde im Landesverfassungsgesetz von 1920 festgelegt: „im blauen Schild fünf goldene Adler“. Es erscheint bereits um das Jahr 1335 als Fabelwappen des Heiligen Leopold. Herzog Rudolf IV. legte es dann 1360 als Wappen von Altösterreich neben dem Schild fest. |
|            |              |              |        | Die Flagge Oberösterreichs wurde am 25. April 1949 offiziell eingeführt. Das 1930 festgelegte Oberösterreichische Wappen zeigt im gespaltenen Schild vorn in Schwarz einen goldenen Adler, hinten dreimal von Silber und Rot gespalten. Auf dem Schild ruht der österreichische Erzherzogshut. |
|            |              |              |        | Salzburg nahm seine Flagge am 16. Februar 1921 in Gebrauch. Zum gleichen Zeitpunkt legte Salzburg auch sein Wappen fest: von Gold und Rot gespalten, vorne ein schwarzer Löwe, hinten ein silberner Balken. Auf dem Schild liegt ein Fürstenhut. Dieses Wappen ist seit etwa 1290 nachweisbar und wurde seit dem 14. Jahrhundert regelmäßig gebraucht. Das Rot-Silber-Rot im Wappen steht wohl nicht in Zusammenhang mit dem babenbergischen Bindenschild (den die Habsburger nachmalig für einen Teil der österreichischen Lande und als See-Kriegsflagge verwendeten), und ist ungeklärter Herkunft. |
|            |              |              |        | Die weiß-grüne Flagge der Steiermark wurde 1960 eingeführt. Das Steirische Wappen ist im Landesverfassungsgesetz von 1926 festgelegt: „in Grün ein silberner feuerspeiender Panther“. Auf dem Schild ruht der Steirische Herzogshut. Der Panther ist schon auf einem Herzogssiegel Ottokars aus dem 12. Jahrhundert nachweisbar. Es war wahrscheinlich als Unterscheidungsmerkmal zum babenbergischen Österreich gedacht. |
|            |              |              |        | Die Flagge Tirols wurde am 10. März 1949 offiziell eingeführt. Das Tiroler Wappen wurde im Jahr 1946 festgelegt. Der Tiroler Adler erscheint bereits auf Münzen aus dem Jahr 1250. Die älteste farbige Darstellung stammt aus dem Jahr 1340. Die Krone stammt aus dem Jahr 1416, der Kranz aus dem Jahr 1567 wurde aber erst um 1920 amtlicher Wappenbestandteil. |
|            |              |              |        | Die Vorarlberger Landesflagge ist mit den Flaggen von Wien und Salzburg identisch. Bei jenen von Tirol und Oberösterreich sind die Farbverhältnisse umgekehrt. Das Vorarlberger Landeswappen geht auf das mittelalterliche Geschlecht der Montforter zurück. Es ist das einzige Wappen eines österreichischen Bundeslandes, in dem kein Wappentier vorkommt (in Wien wird allerdings nur im großen Wappen ein Adler verwendet). |
|            |              |              |        | Wien führt seit 1844 die rot-weißen Farben, die heutige Flagge wurde aber erst im Jahr 1946 eingeführt. Mit der Wiedereinführung der Flagge wurde auch das Wiener Wappen mit einem silbernen Kreuz in Rot wieder in Kraft gesetzt. Ein Kreuzschild tauchte erstmals 1278 auf einem Wiener Pfennig auf, wahrscheinlich stammt er von der Reichssturmfahne ab. 1924 wurde der Doppeladler auf dem Wiener Wappen durch den noch heute gültigen nach Westen blickenden Einfach-Adler ersetzt. |